# Nemzetközi Térképészeti Társulás
A Nemzetközi Térképészeti Társulás (angolul: International Cartographic Association /ICA/, franciául: Association Cartographique Internationale /ACI/) egy olyan nemzetközi szervezet, amelynek célja a térképészet tudományának és mesterségének támogatása nemzetközi szinten.
Az ICA a világ hiteles térképészeti szervezete, mely a kartográfia tudományával foglalkozik: a térképek elmélete, készítése, terjesztése.
A térkép a földrajzi valóság szimbolikus képe, mely bemutatja az egyes térképi objektumok jellemzőit az alkotók kreatív erőfeszítéseinek eredményeképpen annak érdekében, hogy a térbeli kapcsolatok nyilvánvalóan kifejezésre kerüljenek.
Az ICA céljai:
- hozzájárulás a világméretű problémák megértéséhez és megoldásához a térképészet alkalmazásával a döntés-előkészítő folyamatokban,
- térképezés segítségével a környezeti, gazdasági, szociális és térbeli információk nemzetközi elterjesztésének előmozdítása,
- globális fórum biztosítása a térképészet szerepének és státuszának megtárgyalására,
- az új térképészeti technológiák és tudás elősegítése az egyes nemzetek között, különös tekintettel a fejlődő országokra,
- nemzetközi térképészeti kutatások kivitelezése vagy támogatása tudományos és alkalmazott problémák megoldására,
- a térképészeti oktatás fejlesztése a legszélesebb értelemben publikációk, szemináriumok és konferenciák segítségével,
- professzionális és technikai szabványok támogatása a térképészetben.

Céljai elérése érdekében a Társulás együtt dolgozik állami és üzleti szervezetekkel és más nemzetközi tudományos társaságokkal.
Az ICA-t 1959-ben alapították Bernben. A két hivatalos nyelve az angol és a francia.

## Elnök
Az ICA első elnöke a svájci származású Eduard Imhof professzor volt, 1961 és 1964 között.
A Nemzetközi Térképészeti Társulás korábbi elnökei:
- 1964-1968 Dennis Thackwell tábornok, Egyesült Királyság.
- 1968-1972 Konstantin Salichtchev professzor, Szovjetunió.
- 1972-1976 Arthur H. Robinson professzor, Amerikai Egyesült Államok.
- 1976-1984 Ferdinand Ormeling professzor, Hollandia.
- 1984-1987 Joel Morrison professzor, Amerikai Egyesült Államok.
- 1987-1995 Fraser Taylor professzor, Kanada.
- 1995-1999 dr. Michael Wood OBE, Egyesült Királyság.
- 1999-2003 Bengt Rystedt professzor, Svédország.
- 2003-2007 Milan Konecny professzor, Csehország.
- 2007-2011 William Cartwright professzor, Ausztrália.
- 2011-2015 Georg Gartner, Ausztria.
- 2015-2019 Menno-Jan Kraak, Hollandia.

## Végrehajtó bizottság
A végrehajtó bizottságot (EC) legutóbb a 2015-2019-es négyéves ciklusra választották meg a tagországok képviselői az ICA közgyűlésén.  
- Elnök: Menno-Jan Kraak
- Főtitkár és kincstárnok: Zentai László
- Elnökhelyettes: Sara Fabrikant
- Elnökhelyettes: David Forrest
- Elnökhelyettes: Liu Yaolin
- Elnökhelyettes: Pilar Sánchez-Ortiz Rodríguez
- Elnökhelyettes: Monika Sester
- Elnökhelyettes: Lynn Usery
- Elnökhelyettes: Vít Voženílek
- Korábbi elnök: Georg Gartner

## Bizottságok
A Nemzetközi Térképészeti Társulás a térképészeti tevékenységét az egyes bizottságokban, és munkacsoportokban végzi. Ezek a térképészet egy bizonyos területére specializálódtak, tagjai főleg a térképészet és a geoinformatikai művelői közül kerülnek ki.

### Bizottságok
- Commission on Art and Cartography
- Commission on Atlases
- Commission on Cartographic Heritage into the Digital
- Commission on Cartography and Children
- Commission on Cartography in Early Warning and Crisis Management Archiválva 2016. november 30-i dátummal a Wayback Machine-ben
- Commission on Cognitive Issues in Geographic Information Visualization
- Commission on Education and Training
- Commission on Generalisation and Multiple Representation
- Commission on Geospatial Analysis and Modeling
- Commission on GI and Sustainability
- Commission on History of Cartography
- Commission on Location Based Services
- Commission on Map Design
- Commission on Map Production and Geoinformation Management
- Commission on Map Projections
- Commission on Maps and Graphics for Blind and Partially Sighted People
- Commission on Maps and the Internet
- Commission on Mountain Cartography
- Commission on Open Source Geospatial Technologies
- Commission on Planetary Cartography
- Commission on SDI and Standards
- Commission on Sensor Driven Mapping Archiválva 2016. november 30-i dátummal a Wayback Machine-ben
- Commission on Topographic Mapping
- Commission on Toponymy
- Commission on Ubiquitous Mapping
- Commission on Use, User and Usaibility
- Commission on Visual Analytics

### Munkacsoportok
- Working Group on Marine Cartography
- Working Group on International Map Year

## Tagok
Kétféle tagság létezik: 
- Nemzeti tagok lehetnek térképészeti és geoinformatikai szervezetek, nemzeti térképészeti és kataszteri térképezési intézetek, vagy nemzeti kartográfiai koordináló bizottságok.
- Társult tagok különféle szervezetek, intézmények, cégek, amelyek támogatják az ICA munkáját.

## Konferenciák
A Nemzetközi Térképészeti Konferenciát (International Cartographic Conference - ICC) minden második évben rendezik meg a tagországok valamelyikében. A helyszínről a négyévente összeülő közgyűlés (General Assembly) határoz.

### ICC konferenciák
- 1961	Párizs (Franciaország)
- 1962	Frankfurt am Main (Németország)
- 1964	Edinburgh (Egyesült Királyság)
- 1967	Amszterdam (Hollandia)
- 1968	Delhi (India)
- 1970	Stresa (Olaszország)
- 1972	Ottawa (Kanada)
- 1974	Madrid (Spanyolország)
- 1976	Moszkva (Szovjetunió)
- 1978	College Park (Maryland) (Amerikai Egyesült Államok)
- 1980	Tokió (Japán)
- 1982	Varsó (Lengyelország)
- 1984	Perth (Ausztrália)
- 1987	Morelia(Mexikó)
- 1989	Budapest (Magyarország)
- 1991	Bournemouth (Egyesült Királyság)
- 1993	Köln(Németország)
- 1995	Barcelona (Spanyolország)
- 1997	Stockholm (Svédország)
- 1999	Ottawa (Kanada)
- 2001	Peking (Kína)
- 2003	Durban (Dél-afrikai Köztársaság)
- 2005	La Coruña (Spanyolország)
- 2007	Moszkva (Oroszország)
- 2009	Santiago de Chile (Chile)
- 2011	Párizs (Franciaország)
- 2013	Drezda (Németország)
- 2015	Rio de Janeiro (Brazília)
- 2017	Washington (Egyesült Államok)
- 2019	Tokió (Japán)
- 2021	Firenze (Olaszország)

## Az ICA kitüntetései

### Carl Mannerfelt Aranyérem
A Társulás legrangosabb kitüntetése, csak ritkán ítélik oda. A Carl Mannerfelt Aranyéremmel olyan kartográfust díjaznak, aki kiemelkedőt alkotott a térképészet tudományának területén.
| Díjazott                  | Ország             | Év        |
| ------------------------- | ------------------ | --------- |
| Fraser Taylor             | Kanada             | 2013      |
| Ferjan Ormeling           | Hollandia          | 2009      |
| Jack Dangermond           | Egyesült Államok   | 2007      |
| David Rhind               | Egyesült Királyság | 2005      |
| Ernst Spiess              | Svájc              | 2005      |
| Chen Shupeng              | Kína               | 2001      |
| Joel L. Morrison          | Egyesült Államok   | 2001      |
| Jacques Bertin            | Franciaország      | 1999      |
| Ferdinand J. Ormeling     | Hollandia          | 1987      |
| Carl Mannerfelt           | Svédország         | 1981      |
| Arthur H. Robinson        | Egyesült Államok   | 1980      |
| Konstantin A. Salichtchev | Szovjetunió        | 1980      |
| Eduard Imhof              | Svájc              | 1979–1980 |

### ICA Tiszteletbeli tagság
A tiszteletbeli tagsággal (ICA Honorary Fellowship) azokat a nemzetközileg is elismert térképészeket tüntetik ki, akik hozzájárultak a szervezet munkájához. A kitüntetettek egy bronzmedált is átvesznek. A díjazottak listája.
Az első magyar, kitüntetett 1974-ben Radó Sándor volt. 1995-ben Papp-Váry Árpád, 2003-ban Klinghammer István vált az ICA tiszteletbeli tagjává.

### ICA Nemzetközi Térképkiállítás díjazott térképei
A kétévente megrezdezett ICC konferenciák alkalmával a Nemzetközi Térképkiállításon a tagországokból beküldött legjobb termékeket több kategóriában is díjazzák. Elismerések listája.

### Barbara Petchenik Nemzetközi Térképrajz Verseny
Az ICA gyermekrajz versenyét minden második évben az ICC konferenciák keretében rendezik meg. A nemzetközi megmérettetésben az egyes tagországok nemzeti győztesei vesznek részt. A műveket a konferencia időtartama alatt a résztvevők megtekinthetik a legjobb alkotásokat, amelyekből egy nemzetközi zsűri választja ki a nyerteseket. A konferencia után a rajzokat a Carleton Egyetem Könyvtára őrzi. Az eddig nyertesek listája Archiválva 2013. december 12-i dátummal a Wayback Machine-ben.

## ICA Magyar Bizottság
A Magyar Bizottság jelenlegi elnöke 2007-től Zentai László, titkára Pődör Andrea.

## Külső hivatkozások
- ICA honlapja
- Az ICA Facebook oldala